# Comunità Montana della Riviera Spezzina

Karte der Comunità

Die Comunità Montana della Riviera Spezzina war eine Comunità montana in der norditalienischen Region Ligurien. Politisch gehörte sie zu der Provinz La Spezia und setzte sich aus den sieben Gemeinden Bonassola, Deiva Marina, Framura, Levanto, Monterosso al Mare, Riomaggiore und Vernazza zusammen.

## Geographie
Das Territorium der Verwaltungsgemeinschaft erstreckte sich von Deiva Marina, der westlichsten Gemeinde der Provinz La Spezia, bis nach Riomaggiore, der östlichsten Gemeinde der Cinque Terre. Die Comunità Montana umfasste sowohl Gemeinden an der Küstenlinie wie auch Gemeinden im gebirgigen Hinterland der Provinz. Dadurch bot ihr Territorium eine Vielzahl verschiedener Landschaften, mit malerischen Klippen und Weinterrassen am Ligurischen Meer und charakteristischen Waldgebieten im Landesinneren.
Durch ein Regionalgesetz aus dem Jahr 2010 wurden die Comunità montane der Region Ligurien abgeschafft. Die Verwaltungsgemeinschaft befindet sich in Liquidation.